# Fitzcarraldo
Fitzcarraldo – niemiecki dramat filmowy z 1982 roku w reżyserii Wernera Herzoga.
Produkcja filmu trwała 12 lat, a samo kręcenie zdjęć 2 lata. W scenach przenoszenia statku nie zastosowano żadnych efektów specjalnych, choć statek ważył 340 ton. Zdjęcia kręcono w Peru i Brazylii.

## Fabuła
Akcja filmu toczy się u schyłku XIX w. w Ameryce Południowej w mieście Iquitos w Peru. Irlandzki inżynier Brian Sweeney Fitzgerald (Klaus Kinski), zwany przez tubylców Fitzcarraldo, jest wielbicielem muzyki operowej. Jego dotychczasowe życie i działalność w Ameryce Południowej jest pasmem klęsk. Nie udaje się budowa Kolei Transandyjskiej, ani budowa fabryki lodu. Postanawia więc stworzyć w środku dżungli operę. Aby pozyskać na ten cel środki, inwestuje w plantację kauczuku, z której jednak wskutek braku dróg wodnych nie można wywieźć produktu. Jednakże dla owładniętego pasją Fitzcarralda nie ma przeszkód, przez wykarczowane wzgórze postanawia przetoczyć statek z koryta jednej rzeki do drugiej.

## Obsada
- Klaus Kinski – Brian Sweeney Fitzgerald
- Claudia Cardinale – Molly
- José Lewgoy – Don Aquilino
- Miguel Ángel Fuentes – Cholo
- Paul Hittscher – Kapitan
- Huerequeque Enrique Bohorquez – Kucharz
- Grande Otelo – Właściciel stacji
- Peter Berling – Dyrektor opery
- David Pérez Espinosa – Wódz Indian
- Ruy Polanah – Rubber Baron
- Leoncio Bueno – policjant
- Dieter Milz – młody misjonarz
- Salvador Godínez – stary misjonarz
- Milton Nascimento – Livrierter
- William L. Rose – notariusz